# Duarte Félix da Costa
Duarte Maria de Ortigão Ramos Félix da Costa (ur. 31 maja 1985 roku w Lizbonie) – portugalski kierowca wyścigowy.

## Kariera
Da Costa rozpoczął karierę w międzynarodowych wyścigach samochodowych w 2004 roku od startów w Brytyjskiej Formule BMW. Z dorobkiem 31 punktów uplasował się na trzynastej pozycji w klasyfikacji generalnej. W późniejszych latach Portugalczyk pojawiał się także w stawce edycji zimowej Brytyjskiej Formuły Renault, Północnoeuropejskiego Pucharu Formuły Renault 2000, Europejskiego Pucharu Formuły Renault 2000, SEAT Leon Supercopa Spain, Portugese Touring Car Championship, World Touring Car Championship, SEAT Leon Eurocup, International GT Open, European Touring Car Cup, Blancpain Endurance Series oraz American Le Mans Series.
W World Touring Car Championship Portugalczyk wystartował podczas włoskiej rundy w sezonie 2008 z hiszpańską ekipą Sunred Engineering. W pierwszym wyścigu nie dojechał do mety, a w drugim uplasował się na dwudziestej pozycji. W klasyfikacji kierowców niezależnych został sklasyfikowany na 24. miejscu.

## Życie prywatne
Jest starszym bratem kierowcy testowego zespołu Red Bull Racing w Formule 1 - António Félixa da Costy.